# Abdelkrim Latrèche
Pour les articles homonymes, voir Latreche.
Abdelkrim Latrèche (en arabe : عبد الكريم الأطرش), né le 2 septembre 1957 en Algérie, est un joueur et entraîneur algérien.

## Biographie
Il évolue en tant que joueur avec le WKF Collo de 1980 à 1990 au poste de défenseur central, portant le numéro 5. Il est finaliste de la Coupe d'Algérie de football 1985-1986 contre la JE Tizi Ouzou et atteint les huitièmes de finale de la Coupe d'Afrique des vainqueurs de coupe 1987.
Abdelkrim Latrèche entraîne plusieurs clubs algériens dont, le CA Bordj Bou Arreridj, l'USM Annaba à trois reprises, tout d'abord en 2007, puis en 2009 et enfin en 2016, mais aussi d'autres clubs comme l'USM Blida et le MO Béjaïa.
En janvier 2021, il devient entraîneur du NC Magra évoluant en Ligue 1.

## Palmarès

### Joueur
- Finaliste de la Coupe d'Algérie de football 1985-1986 avec le WKF Collo.